# دريك إيدنز
دريك إيدنز (بالإنجليزية: Drake Edens) هو شخصية أعمال أمريكي، ولد في 13 مايو 1925 في Blythewood, South Carolina ‏ في الولايات المتحدة، وتوفي في 30 يوليو 1982 بسبب غرق.